# Cartography
Cartography is het eerste studioalbum dat de Noor Arve Henriksen opnam voor het Duitse platenlabel ECM Records. Zijn vorige drie albums verschenen op Rune Gramophone, een label dat voorheen onder het beheer van ECM Records viel. ECM Records brengt albums uit, waarbij niet altijd even duidelijk bij welke stroming de muziek hoort. Sommige zijn duidelijk herkenbaar als freejazz of klassieke muziek uit de 20e eeuw, maar het merendeel past niet in een vakje. Dat geldt ook voor dit album, dat het best omschreven kan worden als freejazz met elektroakoestische ambient. Stijlgenoten zijn wel aanwijsbaar; de muziek van Jon Hassell, Brian Eno en soms ook Nils Petter Molvaer komt in de buurt. Henriksen speelde voor dit album samen met allerlei Noorse musici, maar ook bijvoorbeeld David Sylvian, buitenbeentje in de popmuziek, ontbrak niet. Het album is opgenomen in diverse studio’s en een enkele track is van een concert. De musici verschillen van track tot track. 

## Musici
- Arve Henriksen: trompet (alle tracks), stem (1, 6), veldopnamen (1);
- Jan Bang: live samples (1, 5, 10), samples (2, 3, 6, 8-12), beats (2, 3, 7), programmeerwerk (2, 3, 5, 6, 10, 12), bass line (6), dictafoon (6, 8), arrangement (11, 12);
- Audun Kleive: percussie (1, 11), drums (10), orgelsamples (7);
- David Sylvian: stem (2, 11), samples (2), programmeerwerk (2);
- Helge Sunde: strijkarrangement (2), programmeerwerk (2);
- Eivind Aarset: gitaar (3, 11);
- Lars Danielsson: contrabas (3);
- Erik Honoré: synthesizer (3-5, 7, 10), samples (3), veldopnamen (4, 7), koorsamples (7); *Arnaud Mercier: treatments (4)
- Trio Mediaeval: stem sample (6);
- Verene Andronikof: stemmen (6);
- Vytas Sondeckis: stem  (6);
- Anna Maria Friman: stem (10);
- Stale Storløkken (van Supersilent): synthesizer (10), samples (10).

## Tracklist
| Nr. | Titel | Duur |
| --- | --- | ---- |
| 1.  | Poverty and its opposite (Henriksen, Bang, Kleive)                                                                | 5:26 |
| 2.  | Before and afterlife (Sylvian, Henriksen, Bang)                                                                   | 6:43 |
| 3.  | Migration (Henriksen, Bang)                                                                                       | 5:41 |
| 4.  | From birth (Henriksen, Bang, Kleive)                                                                              | 2:44 |
| 5.  | Ouija (Henriksen, Bang, Honoré)                                                                                   | 2:40 |
| 6.  | Recording angel (Henriksen, Bang)                                                                                 | 6:23 |
| 7.  | Assembly (Henriksen, Bang, Honoré)                                                                                | 3:55 |
| 8.  | Loved one (Henriksen, Bang)                                                                                       | 4:04 |
| 9.  | The unremarkable child (Henriksen, Bang)                                                                          | 2:04 |
| 10. | Farmer's ghost: Part one, Part two (Henriksen, Bang, Honoré, Brooks (1); Henriksen, Bang, Kleive, Storløkken (2)) | 4:29 |
| 11. | Thermal (Sylvian, Henriksen, Bang, Kleive, Aarset)                                                                | 2:27 |
| 12. | Sorrow and its opposite (Arntsen, Skeie)                                                                          | 4:29 |